# Мельбурн-Купер, Артур
Артур Мельбурн-Купер (англ. Arthur Melbourne-Cooper, 1874—1961) — режиссёр и актёр эпохи немого кино.

## Биография
Артур родился в 1874 году. Артур Мельбурн-Купер внёс большой вклад в британский кинематограф. Один из его первых фильмов «Обращение» (1899) был сделан по приказу парламента и рассказывал о событиях Англо-бурской войны. В 1900 году работал вместе с Биртом Акресом. Одним из первых создал мультипликацию в своём фильме «Игрушки Долли» (1901), после чего стал снимать мультфильмы. В 1904 году он основал компанию «Альфа» в своём городе и стал подписывать контракты с другими студиями. С 1904 по 1909 годы Купер делал эксперименты над кукольной анимацией совместно с Р. У. Полем. Среди них «Заколдованный мастер игрушек» (1904), «Фея-крёстная» (1906), «Сон о стране игрушек» (1908) и «История ковчега» (1909). После Поля в 1910 году Артур начал снимать фильмы-сказки. Среди этих фильмов-сказок — «Золушка и деревянные атлеты» (1912) и «Сон мастера игрушек» (1913). Студия «Альфа» стала всемирно известной и была переименована из Alpha Trading Company в Alpha Picture Palace. Участок киностуди стал охватывать территорию в 2 акра и стал иметь ресторан, парикмахерскую, магазины и сауну. В 1926 году Мельбурн-Купер открыл Дворец танцев. Конструкция была уничтожена пожаром в 1927 году, при этом погибли все фильмы и мультфильмы Мельбурн-Купера. Артур умер в 1961 году.

## Фильмография

### Актёр
- Визит МакНэба в Лондон (1905)

### Режиссёр
- Деревенский кузнец (Производство: Акрес, Великобритания. 1898 год)[1].
- Фотография пожарника (1899 год).
- Когда женщина правит миром (1900 год).
- Ужасная ночь (Производство: Великобритания. 1900)[2].
- Игрушки Долли (1901 год).
- Езда на машине (1903 год).
- Заколдованный мастер игрушек (1904 год).
- Возвращение молодёжи (1905 год).
- Когда кошка уйдёт (1906 год).
- Когда хозяйка отдыхает (1907 год).
- Что фермер Джонс сказал у картины (1908 год).
- История ковчега (1909 год).
- Дорожные боровы в стране игрушек (1911 год).
- Десять негритят (1912 год, кукольный мультфильм, студия Эмпайр, Великобритания)[3].
- Деревянные атлеты (1912).
- Сон мастера игрушек (1913 год, кукольный мультфильм, студия Эмпайр, Великобритания)[4].
- Жаворонки игрушечной страны (1913 год).